# 井上雅之
井上 雅之（いのうえ まさゆき、1961年 - ）は日本の実業家。株式会社日本人材機構マネージングディレクター。前大阪市経済戦略局長、元スカイマーク・しなの鉄道・ジェイ・コーチ社長。

## 略歴
静岡県出身。ブリティッシュ・エアウェイズ・アジアパシフィック地区ビジネスアナリストを経て、スカイマークエアラインズ、長野県の第三セクター・しなの鉄道、PEファンドが投資するバス持株会社・ジェイコーチで、それぞれ代表取締役社長を歴任。2013年、民間公募により大阪市経済戦略局長就任。大阪市の市政改革と都市魅力創造を推進。2017年より政府系人材紹介会社・日本人材機構創生事業本部長として、首都圏人材による地方経済活性化事業に携わる。2020年、デロイトトーマツ人材機構取締役就任（現任）。趣味は読書と蕎麦の食べ歩き。ライフワークは「地方創生」。

### 資格
米国公認会計士Certificate取得（2004）

## テレビ番組
- 日経スペシャル ガイアの夜明け 羽ばたけ!空のベンチャー（2003年5月6日、テレビ東京）[1]。

## 著書
- 『よくわかる航空業界 最新 業界の常識』（1998年6月15日、日本実業出版社）ISBN 9784534027962
  - 『よくわかる航空業界 業界の最新常識』（2003年2月1日、日本実業出版社）ISBN 9784534035011
  - 『よくわかる航空業界 最新3版 最新 業界の常識』（2012年11月13日、日本実業出版社）ISBN 9784534050090

## 参考
- 文教施設における公共施設等運営権の導入に関する検討会について
- 大阪市-大阪市経済戦略局長公募の最終合格者が決定しました
- 企業家人物辞典-井上雅之　スカイマーク